# Globba fragilis
Globba fragilis är en enhjärtbladig växtart som beskrevs av S.N.Lim. Globba fragilis ingår i släktet Globba och familjen Zingiberaceae. IUCN kategoriserar arten globalt som livskraftig. Inga underarter finns listade i Catalogue of Life.